# Normalnull

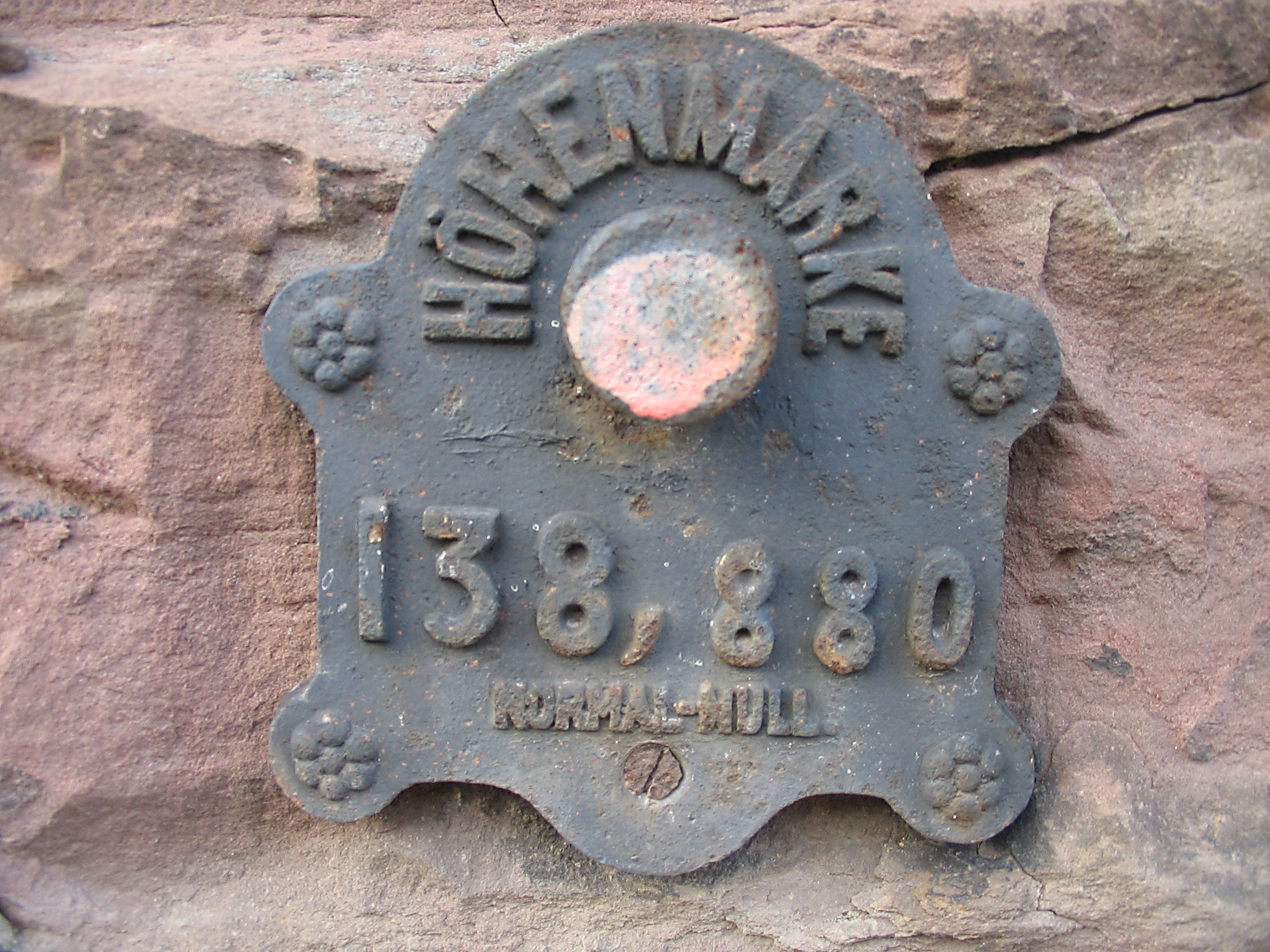
Indicatore del Normalnull

Il Normalnull (NN, in tedesco "zero normale") fu il riferimento tedesco per misure altimetriche, riferito al mare del Nord e utilizzato durante il XX secolo. Oggi è il sistema di misurazione dell'altitudine nelle mappe topografiche.